# Barry Maitland
Pour les articles homonymes, voir Maitland.
Barry Maitland, né en 1941 à Paisley en Écosse, émigre en Australie avant de devenir un auteur de roman policier.

## Biographie
Après des études en architecture à l’Université de Cambridge, il travaille dans une firme d’architectes.  Il s’inscrit à l’Université de Sheffield où il obtient un doctorat en design urbain et commence à enseigner dans cette même institution. En 1984, il déménage en Australie pour occuper la fonction de directeur de la faculté d’architecture de l’Université de Newcastle de Sydney.  Il quitte ce poste en l’an 2000 pour se consacrer exclusivement à l’écriture dans sa résidence de la Vallée Hunter. 
Il amorce sa carrière d’écrivain par la publication d’ouvrages sur l’architecture et le design urbain. En 1994, il se lance dans le roman policier avec Les Sœurs Marx, premier volet d'une série policière se déroulant à Londres et ayant pour héros le tandem d’enquêteurs formé par l’inspecteur chef David Brock et son adjointe, la jeune sergent Kathy Kolla. 
Il a également fait paraître Bright Air (2008), un thriller sans ses héros récurrents et situé en Australie.

## Œuvre

### Romans

#### SérieBrock et Kolla
- The Marx Sisters (1994) Publié en français sous le titre Les Sœurs Marx, Paris, Librairie des Champs-Élysées, Le Masque no 2424, 1999
- The Malcontenta (1995) Publié en français sous le titre La Malcontenta, Paris, Éditions du Masque, 2000
- All My Enemies (1996)
- The Chalon Heads (1999)
- Silvermeadow (2000)
- Babel (2002)
- The Verge Practice (2003)
- No Trace (2004)
- Spider Trap (2006)
- Dark Mirror (2009)
- Chelsea Mansions (2011)
- The Raven’s Eye (2013)

#### Autre roman
- Bright Air (2008)

### Autres publications
- Design and Planning of Retail Systems (1977)
- Urbanism: an Architectural Design Profil (1984), en collaboration avec David Gosling
- The New Architecture of the Retail Mall (1991)
- Concept of Urban Design (2006), en collaboration avec David Gosling
- Shopping Malls: Planning and Design (2006)